# 로아노

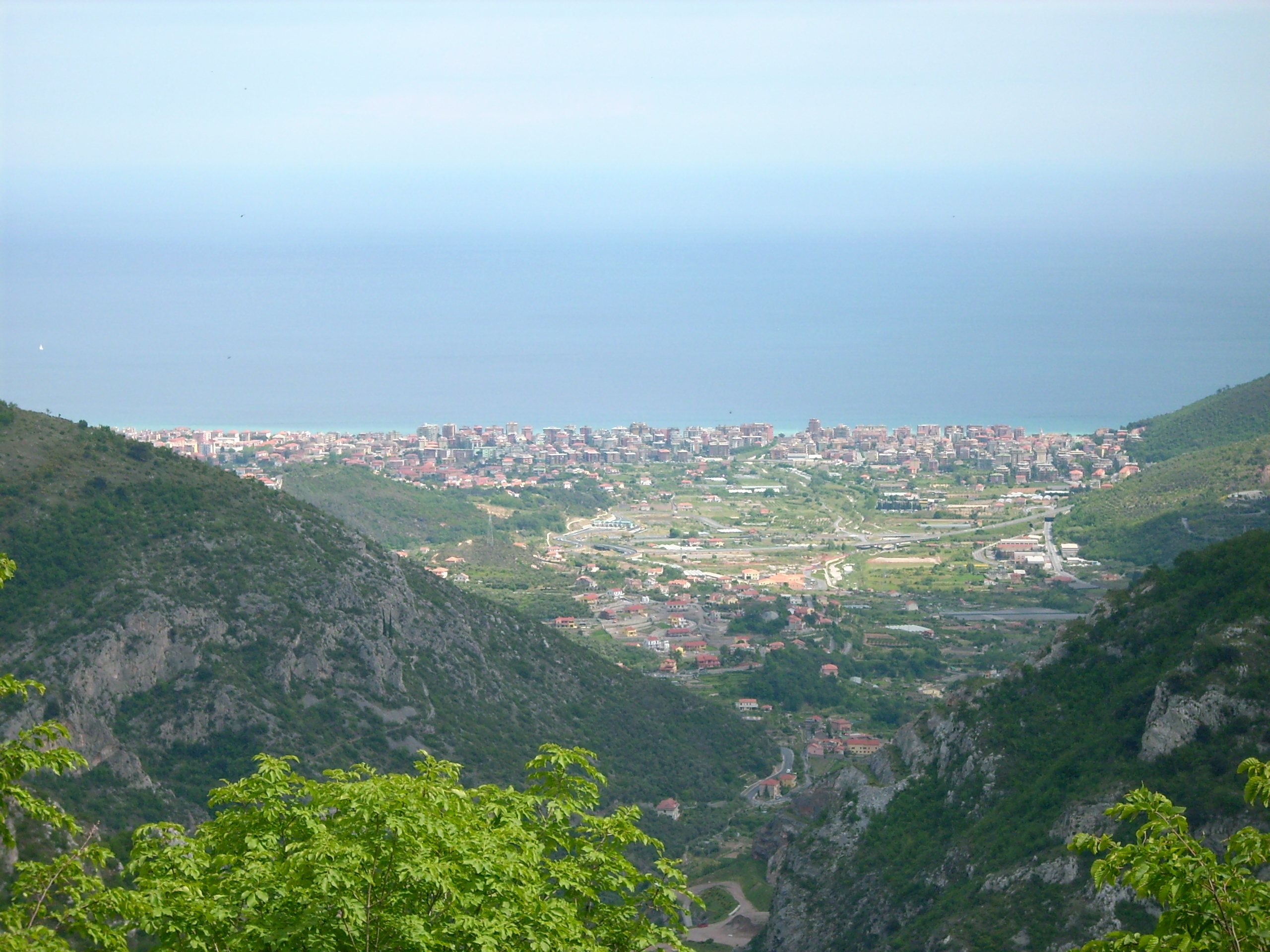

로아노(Loano)는 이탈리아 리구리아주 사보나도의 코무네이다. 제노바에서 남서쪽으로 약 60킬로미터 지점, 사보나에서 남서쪽으로 약 30킬로미터 지점에 위치해 있다.
총 면적은 13.5 제곱 킬로미터, 고도는 5미터이다. 인구 수는 2017년 9월 30일 기준으로 11,319명이다.

## 자매 도시
- 프랑스 Francheville (1998년부터)